# Viterbo (tỉnh)
Tỉnh Viterbo (tiếng Ý: Provincia di Viterbo) là một tỉnh ở vùng Lazio thuộc Ý. Tỉnh lỵ là thành phố Viterbo.
Tỉnh này có diện tích 3.612 km², và tổng dân số là 299.830 (2005). Có 60 đô thị comuni (số ít: comune) ở tỉnh này.. Tại thời điểm 31 tháng 5 năm 2005, các đô thị chính xếp theo dân số là:
| Đô thị             | Dân số |
| ------------------ | ------ |
| Viterbo            | 60.537 |
| Civita Castellana  | 16.072 |
| Tarquinia          | 15.910 |
| Monte Romano       | 13.102 |
| Vetralla           | 12.459 |
| Nepi               | 8.438  |
| Soriano nel Cimino | 8.420  |
| Orte               | 8.237  |
| Ronciglione        | 8.177  |
| Montalto di Castro | 8.061  |
| Tuscania           | 7.857  |
| Fabrica di Roma    | 7.218  |
| Capranica          | 5.871  |
| Acquapendente      | 5.771  |
| Sutri              | 5.638  |
| Caprarola          | 5.388  |
| Canino             | 5.106  |
| Vignanello         | 4.699  |
| Bassano Romano     | 4.465  |
| Bolsena            | 4.161  |